# Trevi (rione de Rome)
Pour les articles homonymes, voir Trevi (homonymie).
Trevi est l'un des 22 rioni de Rome. Il est désigné dans la nomenclature administrative par le code R.II.

## Historique
L’origine de son nom n'est pas claire, mais l'étymologie la plus acceptée vient du latin trivium (tre vie en italien), signifiant « trois rues », qui convergeaient naguère sur la piazzetta dei Crociferi, située au nord-ouest de la piazza di Trevi, là où trône la célèbre et monumentale fontaine de Trevi. 
Son blason est constitué par trois épées sur fond rouge.
|  |  |

## Monuments
- Église San Marcello al Corso
- Église Santissimo Crocifisso
- Chapelle Madonna dell'Archetto
- Basilique des Saints-Apôtres
- Église Santa Maria di Loreto

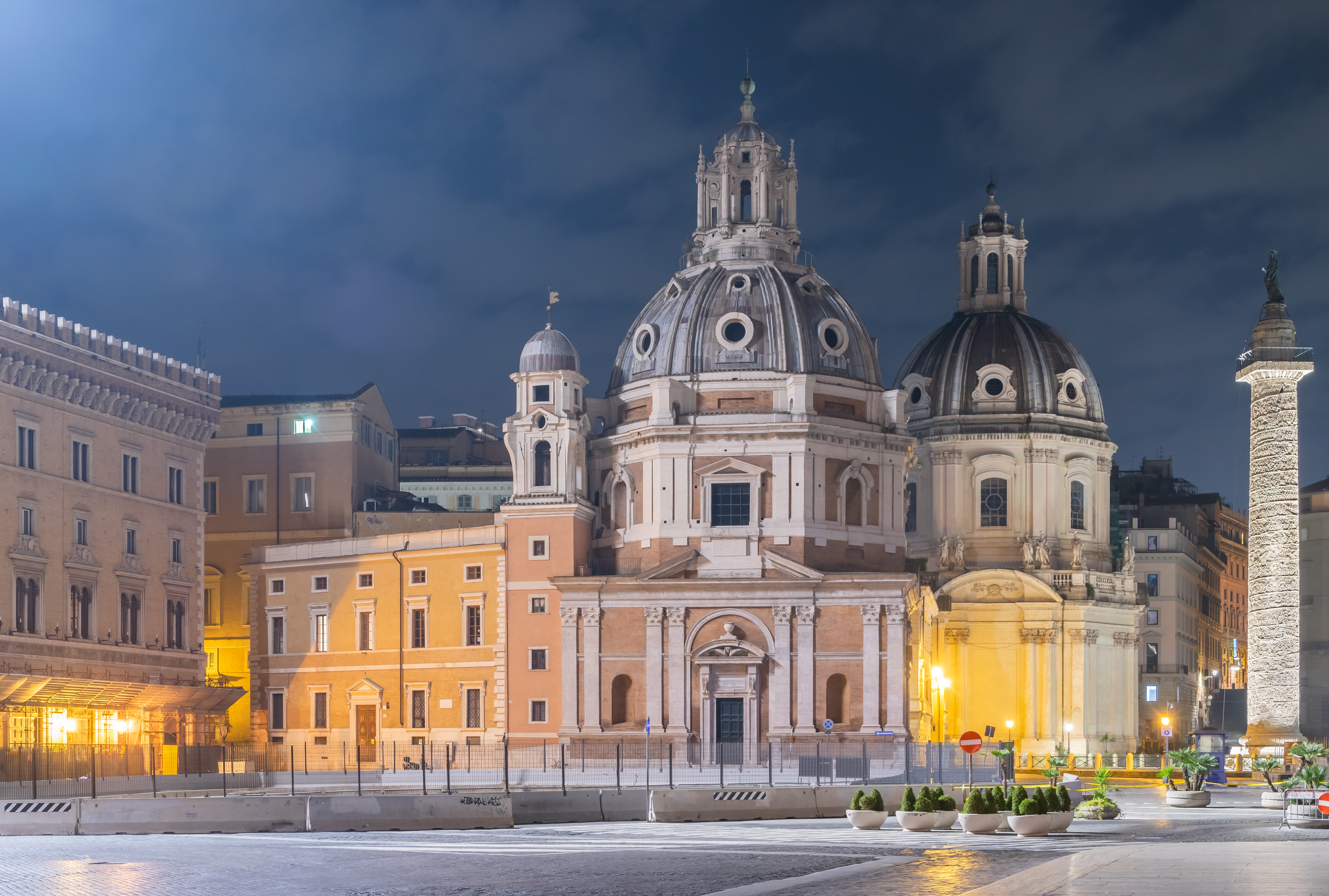
L'église Santissimo Nome di Maria al Foro Traiano, l'église Santa Maria di Loreto et la colonne Trajane dans le Trevi. Novembre 2018.

- Église Santissimo Nome di Maria al Foro Traiano
- Église Santa Maria del Carmine alle Tre Cannelle
- Église Santa Croce e San Bonaventura dei Lucchesi
- Église Santa Maria dell'Umiltà
- Église Santa Rita da Cascia alle Vergini
- Église Santi Vincenzo e Anastasio a Trevi
- Église Santa Maria in Trivio
- Oratoire del Santissimo Sacramento
- Église Santa Maria in Via
- Église Santi Claudio e Andrea dei Borgognoni
- Église San Basilio agli Orti Sallustiani
- Église San Pietro Canisio agli Orti Sallustiani
- Église San Nicola da Tolentino
- Église Santa Susanna alle Terme di Diocleziano
- Église San Silvestro al Quirinale
- Église Sant'Andrea degli Scozzesi (Via delle Quattro Fontane)
- Saint Andrew's Church of Scotland (Via XX Settembre)
- Église Santi Angeli Custodi al Tritone (scomparsa)
- Église San Giovanni della Ficozza (déconsacrée)
- Église evangelica valdese in Trevi
- Palazzetto De Angelis